# Brother (álbum de Brother Simion)
Brother é o álbum de estreia do cantor Brother Simion, lançado em 1992 pela gravadora Gospel Records. O disco foi produzido pelo próprio Simion em parceria com Rick Bonadio que também trabalhou na mixagem. A maioria das canções foram escritas por Simion em parceria com Estevam Hernandes. Ainda há a regravação de "Contato", "Salve a Tua Paz" e "Retrovisor", presentes na demo O Som que Te Faz Girar do Katsbarnea. A obra baseia-se no folk rock.
Em 2015, foi considerado, por vários historiadores, músicos e jornalistas, como o 41º maior álbum da música cristã brasileira, em uma publicação dirigida pelo Super Gospel. Em 2018, foi considerado o 33º melhor álbum da década de 1990, de acordo com lista publicada pelo mesmo portal.
| Críticas profissionais | Críticas profissionais |
| Avaliações da crítica  | Avaliações da crítica  |
| Fonte                  | Avaliação              |
| ---------------------- | ---------------------- |
| O Propagador           | [ 7 ]                  |

## Faixas
Todas as músicas por Brother Simion e Estevam Hernandes
1. "Contato"
2. "Grito de Alerta"
3. "Brota"
4. "Alfa e Ômega"
5. "Cura da Terra"
6. "Doce Mistério"
7. "Justiça do Céu"
8. "Salve a Tua Paz"
9. "Retrovisor"
10. "Together"